# RAF Lakenheath

i7
i11
i13
Die Royal Air Force Station Lakenheath (IATA-Code: LKZ, ICAO-Code: EGUL), kurz RAF Lakenheath, ist ein von den United States Air Forces in Europe (USAFE) genutzter Militärflugplatz im Vereinigten Königreich, zwischen Cambridge und Thetford in der Grafschaft Suffolk, East Anglia. Die Basis ist neben dem nahe südwestlich gelegenen Stützpunkt RAF Mildenhall eine von zwei verbliebenen USAFE-Basen in England, auf der noch Einsatzgeschwader beheimatet sind. Lakenheath und Mildenhall bilden die größten Standorte der USAFE in Großbritannien, allein in Lakenheath sind etwa 4.500 Soldaten und 2.000 Zivilisten tätig.
RAF Lakenheath ist seit Ende 2021 erster europäischer F-35A-Stützpunkt der USAF und beherbergt zwei Staffeln, die je 24 „Joint Strike Fighter“ erhalten. Daneben sind hier nach wie vor zwei Staffeln F-15E-Kampfjets stationiert, deren erste Exemplare 1992 auf der Basis eintrafen.

## Geschichte

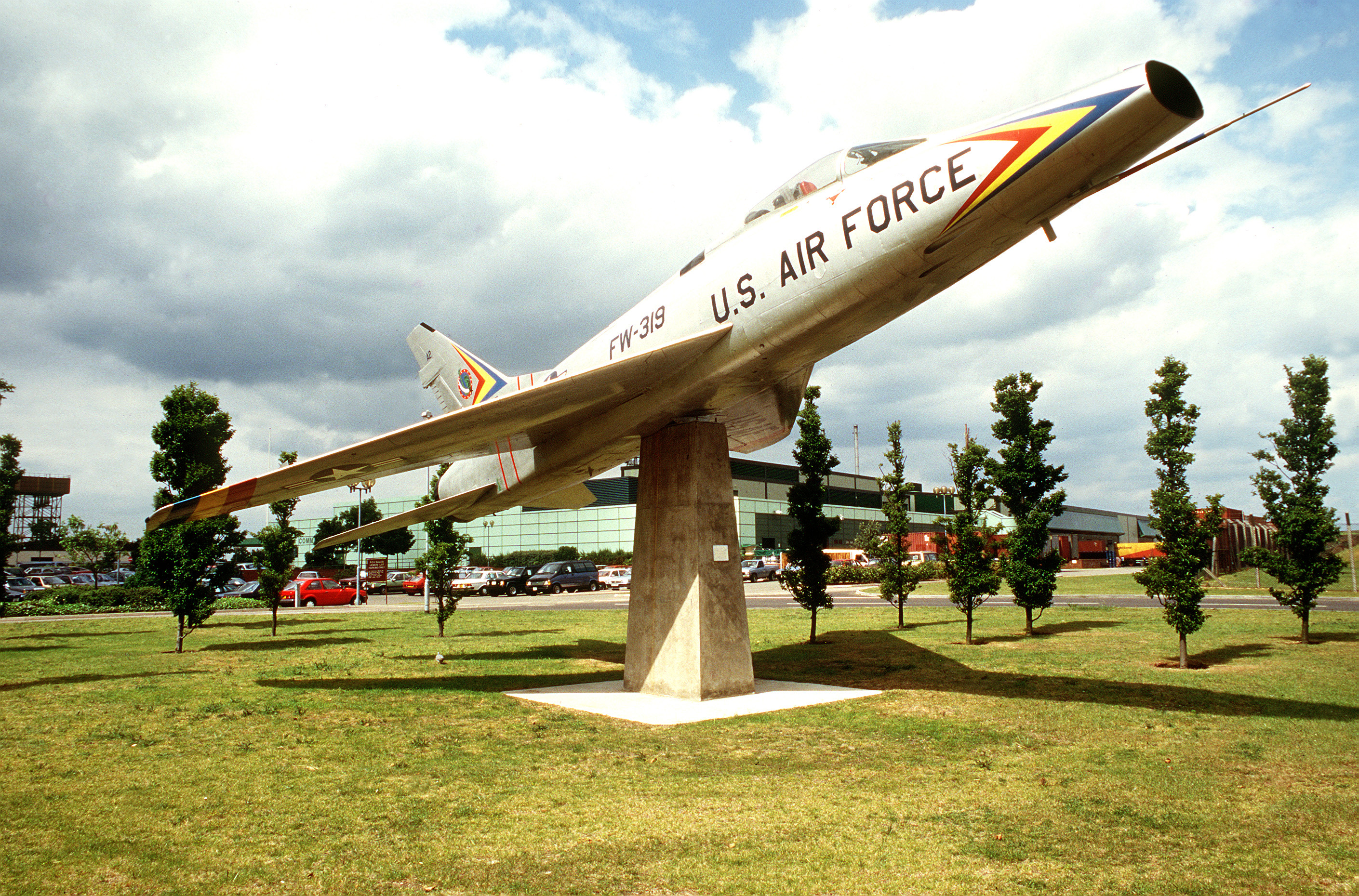
F-100 als Gate Guard, 1995

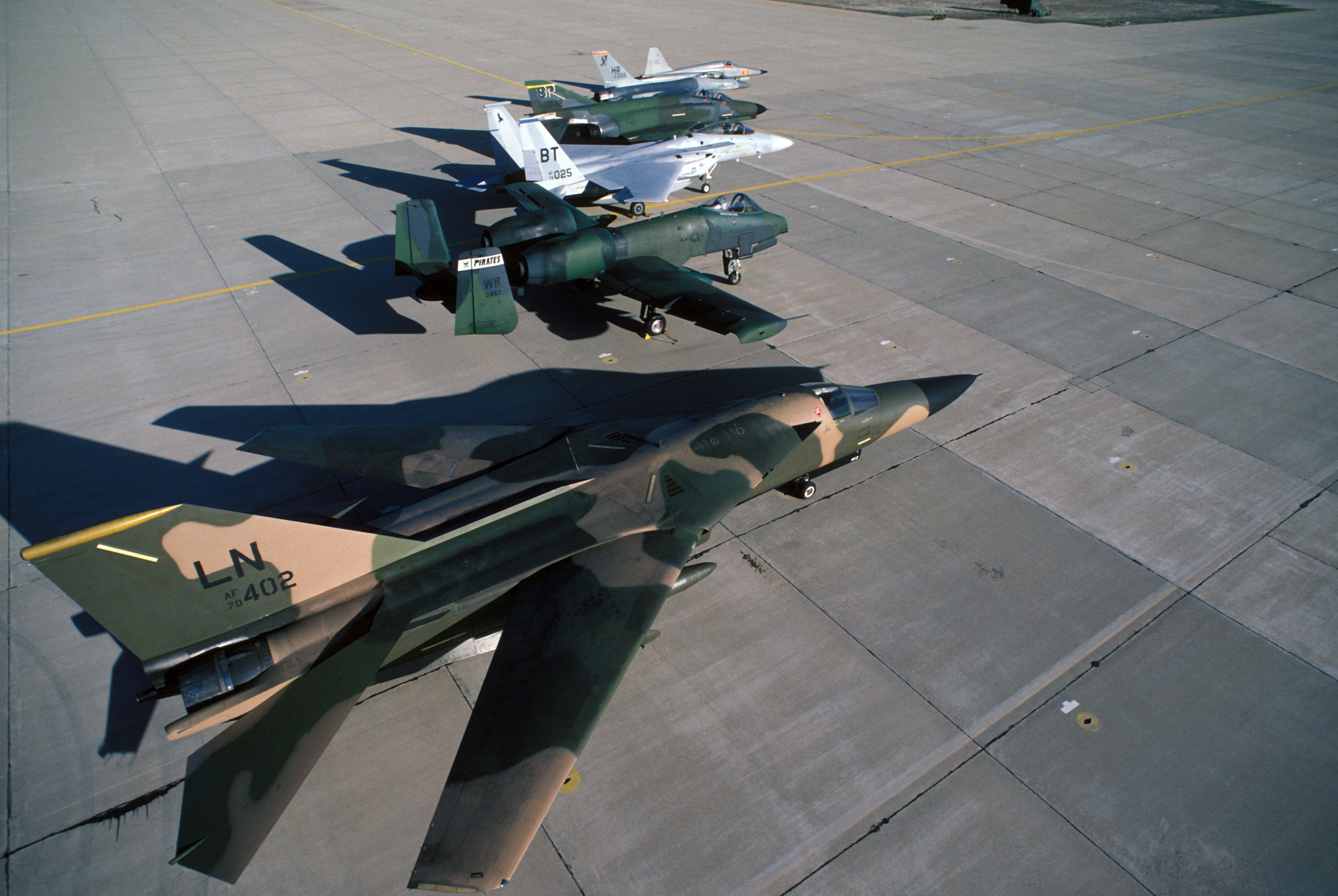
F-111F (vorn), 1987

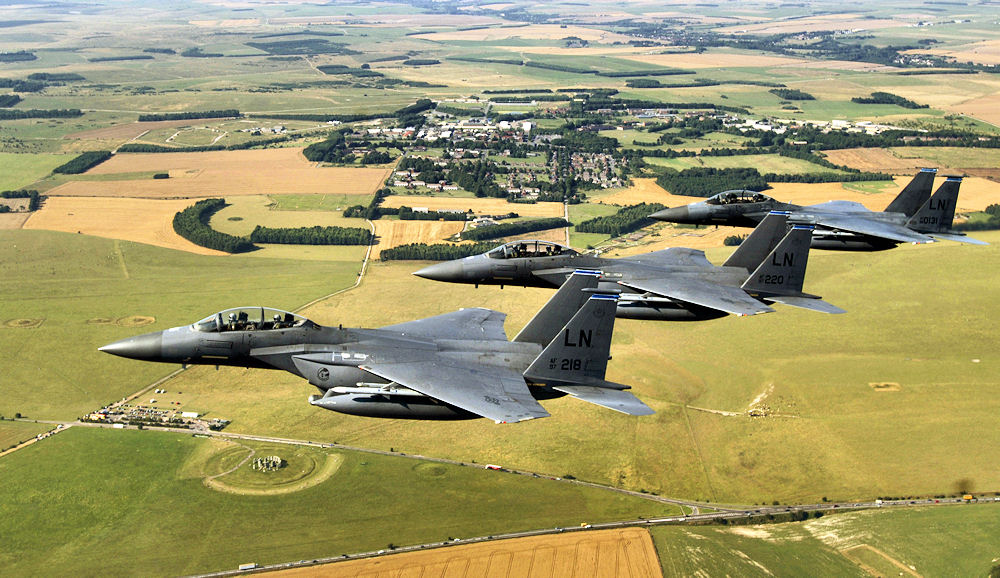
F-15Es im Formationsflug, 2009

Der Militärflugplatz entstand 1940, in der Anfangsphase des Zweiten Weltkrieges, zunächst als Schein-Ziel für die deutsche Luftwaffe: Mit Leuchten und aus Sperrholz gefertigten Flugzeugattrappen sollten Angreifer verwirrt werden, die den benachbarten Flugplatz RAF Mildenhall zum Ziel hatten. Im Anschluss entstand als einer von drei Satellitenplätzen Mildenhalls (neben Newmarket und Tuddenham) in Lakenheath ein vollwertiger Militärflugplatz mit drei Start- und Landebahnen in A-Form, der später bei der Bombardierung deutscher Städte eine Rolle spielte. Im Jahr 1944 wurde der Flugplatz geschlossen und zur Aufnahme eines Verbandes mit Boeing B-29 Superfortress ausgebaut. Aufgrund des Kriegsendes kam es jedoch zunächst zu keiner Stationierung dieser Bomber.
Doch schon im Frühjahr 1947 kam es im beginnenden Kalten Krieg zu ersten Verlegungen von B-29 aus den USA. Im Jahr 1948 wurden B-29 des Strategic Air Command (SAC) dauerhaft stationiert. Ende des Jahres 1948 bereits wurde die Basis den USAFE unterstellt, jedoch bis Ende der 1950er Jahre weiterhin durch Bomber- und Tank-Verbände des SAC mitgenutzt, die hierzu aus den USA verlegten.
Im Jahr 1959 mussten die bis dahin in Frankreich stationierten nuklear-bewaffneten US-Kampfflugzeuge auf Geheiß Präsident de Gaulles das Land verlassen und Lakenheath wurde Basis der drei Staffeln F-100 Super Sabre Jagdbomber des 48. Tactical Fighter Wings, bisher in Chaumont stationiert. Die drei Staffeln, die 492., 493. und 494. Tactical Fighter Squadrons, flogen die F-100 bis 1974.
Nach einem fünfjährigen Intermezzo mit der F-4D Phantom II (von Ende 1971 bis 1977) rüstete das Geschwader auf die F-111F um, mit der vier Staffeln ausgerüstet waren (Die vierte war die 495.). Die F-111 flogen Einsätze gegen Libyen (Operation El Dorado Canyon) und den Irak im Zweiten Golfkrieg.
Die letzte F-111 verließ Ende 1992 die Basis, nachdem im Laufe des Jahres bereits die ersten neuen F-15E Strike Eagle in England eingetroffen waren. Es wurden jedoch lediglich die 492. und 494. Staffel mit dieser Version ausgerüstet. Eine dritte Staffel, die 493. Fighter Squadron, erhielt die Baureihe F-15C, nachdem deren bisheriger Haupteinsatzplatz in Europa, die Bitburg Air Base, geschlossen worden war.
Der Flugplatz kam in den Blick der deutschen Öffentlichkeit, als am 2. März 2011 mehrere Soldaten des Stützpunktes bei einer Schießerei am Frankfurter Flughafen getötet wurden.
Der Ausbau der Basis im Hinblick auf den Zulauf der "Lightning II" begann Mitte 2019 und Mitte Dezember 2021 trafen die ersten F-35A bei der reaktivierten 495. Staffel in East Anglia ein. Die letzten F-15C der 493. Staffel verließen die Basis Ende April 2022 und seither fliegt diese Staffel ebenfalls die F-35A.

## Heutige Nutzung
Die Basis beherbergt zurzeit (2022) die folgenden fliegenden Verbände:
- 48th Fighter Wing (Geschwader), genannt Liberty Wing mit vier fliegenden Staffeln, der 492. und 494. Fighter Squadron ausgerüstet mit F-15E Strike Eagle, und der 493. und 495. Fighter Squadron , ausgerüstet mit F-35A Lightning II
- 56. Rescue Squadron mit HH-60G Pave Hawk Combat Search and Rescue Hubschraubern

## Sonstiges
Es sind 60 Hardened Aircraft Shelter auf dem Stützpunkt vorhanden.
Während des Kalten Krieges gab es in England neben den vier F-111F Staffeln des 48. Tactical Fighter Wing ein weiteres Geschwader, das die F-111 flog. Das mit drei Staffeln F-111E ausgerüstete 20. Tactical Fighter Wing war von 1971 bis 1993 in RAF Upper Heyford in Oxfordshire beheimatet.